# La Capelle-et-Masmolène
La Capelle-et-Masmolène è un comune francese di 399 abitanti situato nel dipartimento del Gard, nella regione dell'Occitania.

## Società

### Evoluzione demografica
Abitanti censiti